# Aphyllorchis alpina
Aphyllorchis alpina är en orkidéart som beskrevs av George King och Robert Pantling. Aphyllorchis alpina ingår i släktet Aphyllorchis och familjen orkidéer. Inga underarter finns listade i Catalogue of Life.